# Q&A: Jazz Big Band Graz Plays the Music of Bob Brookmeyer
Q&A: Jazz Big Band Graz Plays the Music of Bob Brookmeyer è un album di Bob Brookmeyer con la Jazz Big Band Graz, pubblicato dall'etichetta Mons Records nel 2002.

## Tracce
1. Q&A
2. Eleven
3. Wedding Song
4. Tulip
5. Romance for One
6. Over Here

## Musicisti
- Bob Brookmeyer - trombone a pistoni

Jazz Big Band Graz
- Sigi Feigl - direttore d'orchestra musicale
- Heinrich Von Kalnein - reeds
- Robert Friedl - reeds
- Klaus Gesing - reeds
- Klemens Pliem - reeds
- Martin Harms - reeds
- Andy Pesendorfer - tromba
- Axel Mayer - tromba
- Horst Michael Schaffer - tromba
- David Jarh - tromba
- Wolfgang Messner - trombone
- Grzegorz Nagorski - trombone
- Michael Bergbaur - trombone
- Hans Radinger - trombone
- Fritz Pauer - pianoforte
- Uli Rennert - sintetizzatore
- Wayne Darling - contrabbasso
- John Hollenbeck - batteria